# Carl Henrik Martling
Carl Henrik Pontus Martling, född 25 juni 1925 i Uppsala, död 29 augusti 2017 i Enskede, var en svensk kyrkoman och kunglig överhovpredikant 1988–1996.  Martling var en flitig populärvetenskaplig föreläsare och författare till över femtio böcker i kyrkohistoria och praktisk-teologiska ämnen.

## Biografi
Martling prästvigdes i Karlstad 1948 och disputerade 1958 på avhandlingen Nattvardskrisen i Karlstads stift under 1800-talets senare hälft och blev docent i praktisk teologi med kyrkorätt vid Uppsala universitet. År 2009 blev han teologie jubeldoktor. Under 1961 och 1962 var han tillförordnad som professor i praktisk teologi och i kyrkohistoria vid Åbo akademi, 1966 blev han kyrkoherde i Fryksände pastorat i Karlstads stift, 1971 direktor för Svenska kyrkans lekmannaskola i Sigtuna, och för Svenska kyrkans centralråd 1976. År 1984 blev han kyrkosekreterare i Svenska kyrkans centralstyrelse 1985–1990. Han var e.o. hovpredikant 1981–1987 och överhovpredikant och preses i hovkonsistorium 1988–1996.
Han var redaktör för Svensk pastoraltidskrift 1962–1971, ordförande i Sveriges kristliga studentrörelse 1964–1966, för Riksförbundet Kyrkans ungdoms ungdomsledarinstitut i Sigtuna 1965–1971, styresledamot i arbetsgemenskapen Kyrklig Förnyelse 1966–1975 och preses i Samfundet Pro Fide et Christianismo 1991-2005. Han var ledamot av kyrkomötet 1970 och 1979, av Bibelkommissionen 1972–1995 och Svenska ekumeniska nämnden 1974–1977. År 1971 var han preses vid prästmötet i Karlstad och lade fram avhandlingen Diakon, veniat, assistentpräst.
Vid biskopsval var han uppförd i första förslagsrummet i Göteborg 1970 och Visby 1980, i tredje förslagsrummet i Västerås 1975 och i Karlstad 1979. 
Martling utgav 1975 Tjänst i heligt rum: Handbok för kyrkvärdar som sedan fått stor spridning bland Sveriges kyrkvärdar, och utkom 2013 i sin sjunde, omarbetade upplaga. 2004 utgav han Döden i Grytan: Bibeln i dagligt tal som för en bredare allmänhet ger en bakgrund och förklaring till många talesätt med ursprung i Bibeln.
Martling var son till komminister Martin Martling och Greta Biörsson. Han är begravd på Fryksände kyrkogård i Värmland.

## Priser och utmärkelser
- 1994: H.M. Konungens medalj i 12:e storleken i serafimerordens band[5]